# خیری بشارت
خیری بشارت (عربی: خيري بشارة؛ زادهٔ ۳۰ ژوئن ۱۹۴۷) کارگردان فیلم اهل مصر است که از سال ۱۹۷۰ در سینمای مصر مشغول بکار است. در کتاب اخیری که توسط کتابخانه اسکندریه در سال ۲۰۰۷ در مورد «صد فیلم مهم سینمای مصر» منتشر شد، از سه مورد از فیلم‌های خیری بشارت نام برده شده‌است.